# Pod Górami (Zagorzyce)
Pod Górami – część wsi Zagorzyce w Polsce, położona w województwie świętokrzyskim, w powiecie pińczowskim, w gminie Pińczów.
W latach 1975–1998 Pod Górami należało administracyjnie do województwa kieleckiego.